# Povilas Vanagas

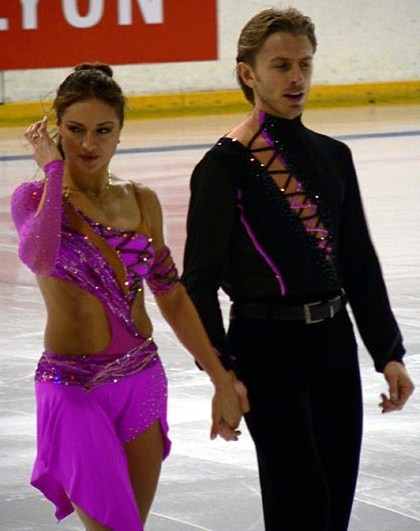
Povilas Vanagas en Margarita Drobiazko (2006)

Povilas Vanagas (Kaunas, 23 juli 1970) is een Litouwse kunstschaatser.
Vanagas is actief in het ijsdansen en zijn vaste sportpartner is Margarita Drobiazko en zij worden gecoacht door Elena Maslennikova. Hij heeft altijd met Margarita Drobiazko gereden.
Drobiazko en Vanagas waren de eerste Litouwse kunstschaatsers die een medaille wisten te winnen op een internationaal toernooi. Zowel op de EK als op de WK van 2000 pakten ze de bronzen medaille. Ze schaatsen samen sinds 1992 en besloten in 2002 te stoppen met internationale wedstrijden. Daarna gaven ze demonstraties op verschillende locaties en tijdens allerlei shows. In 2005 keerden ze echter terug in het internationale circuit. Samen deden ze mee aan de Olympische Winterspelen van 1992, 1994, 1998, 2002 en 2006. Sinds juni 2000 zijn zij met elkaar getrouwd.
| records                | punten | datum | toernooi |
| ---------------------- | ------ | ----- | -------- |
| Hoogste totaalscore    | 196.18 | 2006  | EK 2006  |
| Hoogste verplichte kür | 38.34  | 2006  | EK 2006  |
| Hoogste originele kür  | 59.60  | 2006  | WK 2006  |
| Hoogste vrije kür      | 100.89 | 2006  | EK 2006  |

## Belangrijke resultaten
| Kampioenschap          | 1992 | 1993 | 1994 | 1995 | 1996 | 1997 | 1998 | 1999 | 2000  | 2001 | 2002 | 2003 | 2004 | 2005 | 2006  |
| ---------------------- | ---- | ---- | ---- | ---- | ---- | ---- | ---- | ---- | ----- | ---- | ---- | ---- | ---- | ---- | ----- |
| Olympische Spelen      | 16e  |      | 12e  |      |      |      | 8e   |      |       |      | 5e   |      |      |      | 7e    |
| Wereldkampioenschap    | 17e  | 13e  | 9e   | 12e  | 8e   | 10e  | 8e   | 6e   | Brons | 5e   | 4e   |      |      |      | 4e    |
| Europees kampioenschap | 15e  | 11e  | 11e  | 11e  | 6e   | 8e   | 6e   | 5e   | Brons | 5e   | 4e   |      |      |      | Brons |

- Virtual International Authority File: 4739154260827724480000